# Mellicta magna
Mellicta magna är en fjärilsart som beskrevs av Henry John Elwes 1940. Mellicta magna ingår i släktet Mellicta och familjen praktfjärilar. Inga underarter finns listade i Catalogue of Life.